# Cirrocumulus floccus
Il cirrocumulus floccus (abbreviazione Cc flo) è una delle quattro specie in cui possono essere classificate le nubi del genere cirrocumulo, poste ad elevate altitudini.

## Caratteristiche
Queste nubi hanno l'aspetto di piccoli fiocchi (da cui la designazione floccus) con la sommità arrotondata e la base frastagliata. Le nubi possono avere come caratteristica accessoria la formazione di virghe (precipitazioni che evaporano o sublimano prima di raggiungere il suolo).
La presenza di cirrocumulus floccus, analogamente al cirrocumulus castellanus, è un indicatore di instabilità atmosferica ad alta quota. Infatti il floccus può derivare dal castellanus, di cui è lo stato evolutivo in seguito alla dissipazione della base dei cumuli.